# Lingua garo
La lingua garo (nome nativo mande) è parlata dal popolo tibetano nello stato federato indiano del Meghalaya, soprattutto nei distretti dei Monti Garo Orientali e Occidentali. Il garo è parlato anche nell'Assam, più precisamente nei distretti di Kamrup (distretto rurale e distretto metropolitano), Dhubri, Goalpara e Darrang.
Il garo è suddiviso in vari dialetti, a loro volta raggruppati in due sottogruppi: il sottogruppo boro garo, che comprende i dialetti ruga, atong, rabha, tintekia koch e koch; e un altro sottogruppo che comprende i dialetti abeng, achik e awe. L'achik è il dialetto principale sul quale si è formata la lingua garo standard.